# Heinrich Hudemann
Heinrich Hudemann (auch Henrich; nach 1595 in Beidenfleth/Holstein; † 1628 oder 1629  in Wewelsfleth/Holstein) war ein deutscher Dichter des Späthumanismus und des frühen Barocks.

## Leben
Hudemann entstammt einer holsteinischen evangelischen Pastorenfamilie. Sein gleichnamiger Vater (1571–1626) war seit 1595 Diakon in Beidenfleth und ebenfalls dichterisch tätig. Die Mutter Catharina Puls(ius) war die Tochter des Wewelsflether Pastors. Sie war zuvor mit dem Beidenflether Pastor Schnipperius verheiratet gewesen. 1601 übernahm Heinrich Hudemann der Ältere die Pfarrstelle seines 1600 verstorbenen Schwiegervaters in Wewelsfleth. Dort wurde Hudemanns jüngerer Bruder Johann (1606–1678) geboren, der 1668 Generalsuperintendent von Holstein wurde und 1673 zusätzlich von Schleswig. Eine Schwester heiratete Nikolaus Lackmann († 1632), der seit 1627 Diakon in Wewelsfleth war. Der Sozinianer Martin Ruarus war Hudemanns Cousin, dem er 1623 seine ersten veröffentlichen epodischen Verse widmete.
Hudemann verlebte die Kindheit im Elternhaus und besuchte später die Lateinschule in Itzehoe. 1615 immatrikulierte er sich als Theologe an der Universität Rostock. 1620 kehrte er nach Wewelsfleth zurück, wo er erst Diakon und ab 1625 Adjunkt des Vaters wurde. Nach dem Tod des Vaters 1626 übernahm er dessen Gemeinde und verlobte sich mit Caecilie, der Tochter des Kremper Rektors Johann Wolter. Die Hochzeit fand nie statt; denn nur wenig später erreichte der Dreißigjährige Krieg Holstein. 1628 oder 1629 starb Hudemann im Alter von etwa 33 Jahren, während seine Gemeinde durch Tillys Soldaten besetzt war. Angeblich wurde er vergiftet, weil er sich zu freimütig gegenüber den katholischen Soldaten äußerte. Seine Nachfolge trat 1629 sein Bruder an.

## Werk und Bedeutung
Hudemann galt als Holsteins Horaz. Er dichtete neulateinisch im Stil von dessen Epoden, lehnte sich aber auch an Martial und Catull an. Anders als etwa sein väterlicher Freund Samuel Rosenbohm hatte seine Dichtung häufig christliche Themen zum Inhalt. Er ist daher einem „christlichen Humanismus“ zuzuordnen. Sein Vorbild war Johannes Caselius, dessen Werke er 1624 herausgab, ohne ihn jedoch persönlich kennengelernt zu haben. In derselben, Carmina gnomica graeca et latina genannten Sammlung veröffentlichte er auch einige eigene Gedichte. Neben einigen an Ruarus gerichteten Versen von 1623 und den unten genannten Werken sind zudem von ihm etliche Briefe erhalten.

### Divitiae poeticae
Hudemanns wichtigste Veröffentlichung, die Divitiae poeticae, umfasst 178 seiner Werke. Das Buch enthält auf insgesamt 254 Seiten sechs Büchern lateinischer Lyrik und daran anschließend ein Buch deutscher Gedichte unter dem Titel Teutsche Musa. Die Verbindung lateinischer und deutscher Dichtung geschah aber wohl nicht programmatisch, wie in der Forschung teilweise angenommen, sondern aus materiellen Gründen. Den Druck eines zweiten Buches hätte Hudemann sich nicht leisten können.
Das erste Buch enthält Gebete. Viele der übrigen Gedichte sind an Freunde und (potentielle) Förderer gerichtet. Zu den Adressaten gehörten u. a. neben König Christian IV. und zwei Hamburger Bürgermeistern der dänische Gelehrte Holger Rosenkrantz, der Cousin Martin Ruarus – der in paraphrasierten Versen von Catull zur Rückkehr in die Heimat aufgefordert wird –, Joachim Morsius und der niederländische Gelehrte Daniel Heinsius, der 1610 Horaz’ Werke herausgegeben hatte und ihnen 1612 eine Studie über den Dichter hatte folgen lassen. Es lässt sich erkennen, dass Hudemann, obwohl er bis auf die Studienjahre sein gesamtes Leben in der Umgebung von Wewelsfleth verbrachte, selbst mitten im Dreißigjährigen Krieg in ein Netzwerk von Gelehrten und Dichtern in Holstein, Dänemark, den Niederlanden und Schweden eingebunden war. Gerade unter den Pastoren in seiner Nachbarschaft gab es zahlreiche Dichter, darunter Hudemanns eigener Vater, Wilhelm Alard und Samuel Rosenbohm.

### Deutsche Dichtung
Außer lateinischen Gedichten verfasste Hudemann auch deutschsprachige Dichtung. Zu diesen gehören drei deutsche Totenklagen auf Bernhard von Sachsen-Weimar – irrtümlich, da der Feldherr zwar 1627 auf dänischer Seite eine Niederlage in Holstein erlitt, jedoch erst 1639 fiel –, Gerhard Rantzau und Marquard von Pentz, die er 1627 unter dem Titel Henrici Hudemanni Drey Lieder veröffentlichte. Er gilt deshalb neben Martin Opitz als „Wegbereiter einer nationalsprachlichen Poesie“. Opitz und Hudemann sind einander persönlich nie begegnet, kannten aber die Werke des jeweils anderen und standen dichterisch in Wettstreit zueinander.
Den größten Teil des deutschsprachigen Abschnitts der Divitiae poeticae macht eine Nacherzählung der alttestamentlichen Jonas-Geschichte in 664 Alexandrinern aus, eine Nachdichtung von Hugo Grotius’ neulateinischer Historia Jonae. Hudemanns Epos erschien drei Jahre vor Opitz’ Behandlung desselben Themas, Hudemann verwendete an so vielen Stellen Zitate aus Opitz’ früheren Werken, dass „sich sein Jonas-Epos fast als Opitz-Cento bezeichnen lässt“. Theologisch und stilistisch ist Hudemanns Jonas aber durchaus eigenständig: Sein Jonas ist vor allem ein Straf- und Bußprediger, der erst die Schiffsmannschaft und dann die Ninivititen zur Buße ruft. Die eigentlichen Adressaten sind dabei angesichts der Kriegsgräuel Hudemanns Zeitgenossen. Der Aufenthalt im Wal, bei Grotius und Opitz der längste Abschnitt, ist dagegen stark gekürzt.

## Werke
- Carmina gnomica graeca et latina. Cujus etiam Divitiae Poeticae accesserunt. (Herausgegeben von Johannes Caselius). Lang, Hamburg 1624.
- Divitiae poeticae. (lat. u. dt. Lyrik) Langius, Hamburg 1625. (Digitalisat)
- Henrici Hudemanni Hirrnschleiffer. Das ist: Außerlesene teutsche Emblemata oder Sinnenbilder, welche zu schärffung der Verstands besserung des sündlichen Lebens unnd Erlustigung des gantzen Menschen mit Verssen gezieret unnd in dieser Sprach hiebevor nicht außkommen seynd. 1626.
- Henrici Hudemanni Drey Lieder, das erste, Über den tödtlichen Abgang des Weyland durchleuchtigsten hochgebornen Fürsten und Herrn, Herrn Bernhard, Hertzogen zu Sachsen Weymarschen theyls ... das ander, Über den tödlichen Abgang des ... Herrn Gerhard Rantzawn ... Herrn zu Breitenberg ... das dritte, und leste, Über den tödliche Abgang des ... Herrn Marquard Pennsen .... 1627.